# Campeonato Mundial Júnior de Patinação Artística no Gelo de 2017
O Campeonato Mundial Júnior de Patinação Artística no Gelo de 2017 foi a quadragésima segunda edição do Campeonato Mundial Júnior de Patinação Artística no Gelo, um evento anual de patinação artística no gelo organizado pela União Internacional de Patinação (em inglês:  International Skating Union) onde os patinadores artísticos competem pelo título de campeão mundial júnior. A competição foi disputada entre os dias 15 de março e 19 de março, na cidade de Taipei, Taiwan.

## Eventos
- Individual masculino
- Individual feminino
- Duplas
- Dança no gelo

## Medalhistas
| Evento                        | Ouro                                                   | Prata                                            | Bronze                                                    |
| Individual masculino detalhes | Vincent Zhou · Estados Unidos                          | Dmitri Aliev · Rússia                            | Alexander Samarin · Rússia                                |
| Individual feminino detalhes  | Alina Zagitova · Rússia                                | Marin Honda · Japão                              | Kaori Sakamoto · Japão                                    |
| Duplas detalhes               | Ekaterina Alexandrovskaya · Harley Windsor · Austrália | Aleksandra Boikova · Dmitrii Kozlovskii · Rússia | Gao Yumeng · Xie Zhong · China                            |
| Dança no gelo detalhes        | Rachel Parsons · Michael Parsons · Estados Unidos      | Alla Loboda · Pavel Drozd · Rússia               | Christina Carreira · Anthony Ponomarenko · Estados Unidos |

## Resultados

### Individual masculino
| Pos.                                                  | Nome                  | Nacionalidade    | Pontos | PC         | PL          |
| ----------------------------------------------------- | --------------------- | ---------------- | ------ | ---------- | ----------- |
| Medalha de ouro                                       | Vincent Zhou          | Estados Unidos   | 258.11 | 78.87 (5)  | 179.24 (1)  |
| Medalha de prata                                      | Dmitri Aliev          | Rússia           | 247.31 | 83.48 (1)  | 163.83 (3)  |
| Medalha de bronze                                     | Alexander Samarin     | Rússia           | 245.53 | 82.23 (3)  | 163.30 (4)  |
| 4                                                     | Alexander Petrov      | Rússia           | 243.47 | 81.29 (4)  | 162.18 (5)  |
| 5                                                     | Cha Jun-Hwan          | Coreia do Sul    | 242.45 | 82.34 (2)  | 160.11 (6)  |
| 6                                                     | Daniel Samohin        | Israel           | 232.63 | 67.00 (16) | 165.63 (2)  |
| 7                                                     | Kévin Aymoz           | França           | 218.63 | 77.24 (6)  | 141.39 (8)  |
| 8                                                     | Alexei Krasnozhon     | Estados Unidos   | 211.47 | 76.50 (8)  | 134.97 (10) |
| 9                                                     | Kazuki Tomono         | Japão            | 211.28 | 68.12 (14) | 143.16 (7)  |
| 10                                                    | Yaroslav Paniot       | Ucrânia          | 208.57 | 72.03 (10) | 136.54 (9)  |
| 11                                                    | Matteo Rizzo          | Itália           | 197.47 | 68.53 (13) | 128.94 (11) |
| 12                                                    | Nicolas Nadeau        | Canadá           | 196.63 | 77.20 (7)  | 119.43 (15) |
| 13                                                    | Conrad Orzel          | Canadá           | 194.41 | 66.21 (18) | 128.20 (12) |
| 14                                                    | Koshiro Shimada       | Japão            | 194.10 | 68.77 (12) | 125.33 (13) |
| 15                                                    | Graham Newberry       | Reino Unido      | 191.78 | 70.80 (11) | 120.98 (14) |
| 16                                                    | Lee Si-Hyeong         | Coreia do Sul    | 186.67 | 67.51 (15) | 119.16 (16) |
| 17                                                    | Roman Sadovsky        | Canadá           | 186.53 | 76.27 (9)  | 110.26 (23) |
| 18                                                    | Chih-I Tsao           | Taipé Chinesa    | 181.89 | 63.17 (20) | 118.72 (17) |
| 19                                                    | Sondre Oddvoll Bøe    | Noruega          | 178.98 | 66.16 (19) | 112.82 (18) |
| 20                                                    | Daniel Albert Naurits | Estônia          | 178.48 | 66.44 (17) | 112.04 (20) |
| 21                                                    | Li Tangxu             | China            | 173.08 | 62.08 (21) | 111.00 (22) |
| 22                                                    | Mark Gorodnitsky      | Israel           | 170.59 | 59.27 (22) | 111.32 (21) |
| 23                                                    | Petr Kotlařík         | República Tcheca | 168.79 | 56.66 (24) | 112.13 (19) |
| 24                                                    | Thomas Stoll          | Alemanha         | 153.68 | 57.10 (23) | 96.58 (24)  |
| Não avançaram para a patinação livre / programa longo |                       |                  |        |            |             |
| 25                                                    | Andrew Torgashev      | Estados Unidos   | 55.42  | 55.42 (25) |             |
| 26                                                    | Başar Oktar           | Turquia          | 54.17  | 54.17 (26) |             |
| 27                                                    | Donovan Carrillo      | México           | 53.92  | 53.92 (27) |             |
| 28                                                    | Li Yuheng             | China            | 53.76  | 53.76 (28) |             |
| 29                                                    | James Min             | Austrália        | 53.72  | 53.72 (29) |             |
| 30                                                    | Luc Economides        | França           | 53.52  | 53.52 (30) |             |
| 31                                                    | Nikolaj Majorov       | Suécia           | 52.42  | 52.42 (31) |             |
| 32                                                    | Artur Panikhin        | Cazaquistão      | 51.72  | 51.72 (32) |             |
| 33                                                    | Yakau Zenko           | Bielorrússia     | 50.92  | 50.92 (33) |             |
| 34                                                    | Nurullah Sahaka       | Suíça            | 50.58  | 50.58 (34) |             |
| 35                                                    | Irakli Maysuradze     | Geórgia          | 48.66  | 48.66 (35) |             |
| 36                                                    | Jakub Kršňák          | Eslováquia       | 48.60  | 48.60 (36) |             |
| 37                                                    | Ivo Gatovski          | Bulgária         | 48.05  | 48.05 (37) |             |
| 38                                                    | Aleix Gabara          | Espanha          | 47.82  | 47.82 (38) |             |
| 39                                                    | Gļebs Basins          | Letônia          | 45.70  | 45.70 (39) |             |
| 40                                                    | Ryszard Gurtler       | Polônia          | 45.41  | 45.41 (40) |             |
| 41                                                    | Alexander Borovoj     | Hungria          | 45.41  | 45.41 (41) |             |
| 42                                                    | Kai Xiang Chew        | Malásia          | 44.23  | 44.23 (42) |             |
| 43                                                    | Davide Lewton Brain   | Mônaco           | 44.14  | 44.14 (43) |             |
| 44                                                    | Benjam Papp           | Finlândia        | 43.51  | 43.51 (44) |             |
| 45                                                    | Matthew Samuels       | África do Sul    | 41.68  | 41.68 (45) |             |

### Individual feminino
| Pos.                                                  | Nome                      | Nacionalidade    | Pontos | PC         | PL          |
| ----------------------------------------------------- | ------------------------- | ---------------- | ------ | ---------- | ----------- |
| Medalha de ouro                                       | Alina Zagitova            | Rússia           | 208.60 | 70.58 (1)  | 138.02 (1)  |
| Medalha de prata                                      | Marin Honda               | Japão            | 201.61 | 68.35 (2)  | 133.26 (2)  |
| Medalha de bronze                                     | Kaori Sakamoto            | Japão            | 195.54 | 67.78 (3)  | 127.76 (3)  |
| 4                                                     | Lim Eun-Soo               | Coreia do Sul    | 180.81 | 64.78 (4)  | 116.03 (4)  |
| 5                                                     | Yuna Shiraiwa             | Japão            | 174.38 | 62.96 (5)  | 111.42 (5)  |
| 6                                                     | Stanislava Konstantinova  | Rússia           | 162.84 | 58.90 (6)  | 103.94 (6)  |
| 7                                                     | Bradie Tennell            | Estados Unidos   | 161.36 | 57.47 (7)  | 103.89 (7)  |
| 8                                                     | Lea Johanna Dastich       | Alemanha         | 157.11 | 53.95 (13) | 103.16 (8)  |
| 9                                                     | Yi Christy Leung          | Hong Kong        | 156.26 | 56.01 (8)  | 100.25 (10) |
| 10                                                    | Polina Tsurskaya          | Rússia           | 155.91 | 54.30 (11) | 101.61 (9)  |
| 11                                                    | Li Xiangning              | China            | 151.03 | 54.24 (12) | 96.79 (11)  |
| 12                                                    | Starr Andrews             | Estados Unidos   | 149.05 | 55.83 (9)  | 93.22 (12)  |
| 13                                                    | Anita Östlund             | Suécia           | 144.57 | 52.18 (15) | 92.39 (13)  |
| 14                                                    | Viveca Lindfors           | Finlândia        | 143.53 | 55.50 (10) | 88.03 (15)  |
| 15                                                    | Kristen Spours            | Reino Unido      | 139.34 | 49.83 (16) | 89.51 (14)  |
| 16                                                    | Michaela Lucie Hanzlíková | República Tcheca | 134.48 | 48.10 (21) | 86.38 (16)  |
| 17                                                    | Sarah Tamura              | Canadá           | 130.40 | 49.57 (19) | 80.83 (18)  |
| 18                                                    | Elisabetta Leccardi       | Itália           | 129.33 | 52.62 (14) | 76.71 (21)  |
| 19                                                    | Andrea Montesinos Cantu   | México           | 128.55 | 44.66 (24) | 83.89 (17)  |
| 20                                                    | An So-Hyun                | Coreia do Sul    | 126.82 | 49.75 (17) | 77.07 (20)  |
| 21                                                    | Amy Lin                   | Taipé Chinesa    | 125.91 | 49.59 (18) | 76.32 (22)  |
| 22                                                    | Güzide Irmak Bayır        | Turquia          | 123.23 | 45.40 (22) | 77.83 (19)  |
| 23                                                    | Holly Harris              | Austrália        | 123.11 | 48.24 (20) | 74.87 (24)  |
| 24                                                    | Valentina Matos           | Espanha          | 120.41 | 45.40 (23) | 75.01 (23)  |
| Não avançaram para a patinação livre / programa longo |                           |                  |        |            |             |
| 25                                                    | Alexandra Feigin          | Bulgária         | 44.45  | 44.45 (25) |             |
| 26                                                    | Anastasia Hozhva          | Ucrânia          | 44.21  | 44.21 (26) |             |
| 27                                                    | Paige Conners             | Israel           | 43.45  | 43.45 (27) |             |
| 28                                                    | Kristina Škuleta-Gromova  | Estônia          | 42.70  | 42.70 (28) |             |
| 29                                                    | Yoonmi Lehmann            | Suíça            | 41.97  | 41.97 (29) |             |
| 30                                                    | Diāna Ņikitina            | Letônia          | 39.39  | 39.39 (30) |             |
| 31                                                    | Aiza Mambekova            | Cazaquistão      | 39.38  | 39.38 (31) |             |
| 32                                                    | Fruzsina Medgyesi         | Hungria          | 39.15  | 39.15 (32) |             |
| 33                                                    | Amanda Stan               | Romênia          | 38.29  | 38.29 (33) |             |
| 34                                                    | Chloe Ing                 | Singapura        | 38.22  | 38.22 (34) |             |
| 35                                                    | Julie Frötscher           | França           | 38.20  | 38.20 (35) |             |
| 36                                                    | Morgan Flood              | Azerbaijão       | 36.47  | 36.47 (36) |             |
| 37                                                    | Hanna Paroshyna           | Bielorrússia     | 36.44  | 36.44 (37) |             |
| 38                                                    | Elžbieta Kropa            | Lituânia         | 35.14  | 35.14 (38) |             |
| 39                                                    | Hana Cvijanović           | Croácia          | 34.22  | 34.22 (39) |             |
| 40                                                    | Alisa Stomakhina          | Áustria          | 32.95  | 32.95 (40) |             |
| 41                                                    | Daria Jakab               | Hungria          | 32.34  | 32.34 (41) |             |
| 42                                                    | Alexandra Hagarová        | Eslováquia       | 32.26  | 32.26 (42) |             |
| 43                                                    | Juni Marie Benjaminsen    | Noruega          | 31.83  | 31.83 (43) |             |
| 44                                                    | Nina Polšak               | Eslovênia        | 29.95  | 29.95 (44) |             |
| WD                                                    | Leona Rogić               | Sérvia           | —      | — (WD)     |             |

### Duplas
| Pos.              | Nome                                       | Nacionalidade  | Pontos | PC         | PL         |
| ----------------- | ------------------------------------------ | -------------- | ------ | ---------- | ---------- |
| Medalha de ouro   | Ekaterina Alexandrovskaya / Harley Windsor | Austrália      | 163.98 | 59.82 (3)  | 104.16 (2) |
| Medalha de prata  | Aleksandra Boikova / Dmitrii Kozlovskii    | Rússia         | 161.93 | 61.27 (1)  | 100.66 (4) |
| Medalha de bronze | Gao Yumeng / Xie Zhong                     | China          | 161.09 | 59.97 (2)  | 101.12 (3) |
| 4                 | Amina Atakhanova / Ilia Spiridonov         | Rússia         | 157.76 | 50.20 (8)  | 107.56 (1) |
| 5                 | Evelyn Walsh / Trennt Michaud              | Canadá         | 150.74 | 51.93 (6)  | 98.81 (5)  |
| 6                 | Alina Ustimkina / Nikita Volodin           | Rússia         | 145.69 | 54.63 (4)  | 91.06 (6)  |
| 7                 | Chelsea Liu / Brian Johnson                | Estados Unidos | 138.95 | 53.32 (5)  | 85.63 (8)  |
| 8                 | Kim Su-Yeon / Kim Hyung-Tae                | Coreia do Sul  | 135.29 | 49.20 (9)  | 86.09 (7)  |
| 9                 | Lori-Ann Matte / Thierry Ferland           | Canadá         | 128.29 | 50.78 (7)  | 77.51 (12) |
| 10                | Nica Digerness / Danny Neudecker           | Estados Unidos | 127.49 | 44.06 (13) | 83.43 (9)  |
| 11                | Hailey Esther Kops / Artem Tsoglin         | Israel         | 126.06 | 45.80 (12) | 80.26 (10) |
| 12                | Talisa Thomalla / Robert Kunkel            | Alemanha       | 124.94 | 47.30 (10) | 77.64 (11) |
| 13                | Riku Miura / Shoya Ichihashi               | Japão          | 120.19 | 46.90 (11) | 73.29 (13) |
| 14                | Cléo Hamon / Denys Strekalin               | França         | 114.68 | 43.28 (14) | 71.40 (14) |
| 15                | Irma Caldara / Edoardo Caputo              | Itália         | 109.89 | 42.29 (15) | 67.60 (15) |
| 16                | Alexanne Bouillon / Tòn Cónsul             | Espanha        | 105.59 | 40.07 (16) | 65.52 (16) |

### Dança no gelo
| Pos.                                     | Nome                                           | Nacionalidade    | Pontos | DC         | DL         |
| ---------------------------------------- | ---------------------------------------------- | ---------------- | ------ | ---------- | ---------- |
| Medalha de ouro                          | Rachel Parsons / Michael Parsons               | Estados Unidos   | 164.83 | 67.29 (2)  | 97.54 (1)  |
| Medalha de prata                         | Alla Loboda / Pavel Drozd                      | Rússia           | 164.37 | 67.59 (1)  | 96.78 (2)  |
| Medalha de bronze                        | Christina Carreira / Anthony Ponomarenko       | Estados Unidos   | 154.68 | 60.53 (6)  | 94.15 (3)  |
| 4                                        | Anastasia Shpilevaya / Grigory Smirnov         | Rússia           | 152.66 | 63.26 (4)  | 89.40 (4)  |
| 5                                        | Anastasia Skoptsova / Kirill Aleshin           | Rússia           | 152.53 | 63.38 (3)  | 89.15 (5)  |
| 6                                        | Marjorie Lajoie / Zachary Lagha                | Canadá           | 148.26 | 60.79 (5)  | 87.47 (7)  |
| 7                                        | Lorraine Mcnamara / Quinn Carpenter            | Estados Unidos   | 148.11 | 60.30 (7)  | 87.81 (6)  |
| 8                                        | Angélique Abachkina / Louis Thauron            | França           | 140.61 | 54.92 (9)  | 85.69 (8)  |
| 9                                        | Nicole Kuzmichová / Alexandr Sinicyn           | República Tcheca | 134.17 | 53.93 (10) | 80.24 (9)  |
| 10                                       | Ria Schwendinger / Valentin Wunderlich         | Alemanha         | 131.77 | 51.90 (13) | 79.87 (10) |
| 11                                       | Natacha Lagouge / Corentin Rahier              | França           | 130.08 | 55.41 (8)  | 74.67 (11) |
| 12                                       | Darya Popova / Volodymyr Byelikov              | Ucrânia          | 126.88 | 52.47 (11) | 74.41 (12) |
| 13                                       | Rikako Fukase / Aru Tateno                     | Japão            | 124.03 | 50.44 (15) | 73.59 (13) |
| 14                                       | Ashlynne Stairs / Lee Royer                    | Canadá           | 122.54 | 52.26 (12) | 70.28 (15) |
| 15                                       | Sasha Fear / Elliot Verburg                    | Reino Unido      | 121.40 | 49.19 (17) | 72.21 (14) |
| 16                                       | Emiliya Kalehanova / Uladzislau Palkhouski     | Bielorrússia     | 118.81 | 50.75 (14) | 68.06 (16) |
| 17                                       | Guostė Damulevičiūtė / Deividas Kizala         | Lituânia         | 111.19 | 50.18 (16) | 61.01 (17) |
| 18                                       | Eva Khachaturian / Georgy Reviya               | Geórgia          | 105.91 | 45.69 (18) | 60.22 (18) |
| 19                                       | Monica Lindfors / Juho Pirinen                 | Finlândia        | 102.66 | 44.62 (20) | 58.04 (19) |
| 20                                       | Hanna Jakucs / Daniel Illes                    | Hungria          | 101.63 | 45.61 (19) | 56.02 (20) |
| Não avançaram para a dança livre / longa |                                                |                  |        |            |            |
| 21                                       | Viktoria Semenjuk / Artur Gruzdev              | Estônia          | 44.51  | 44.51 (21) |            |
| 22                                       | Hannah Grace Cook / Temirlan Yerzhanov         | Cazaquistão      | 42.94  | 42.94 (22) |            |
| 23                                       | Guo Yuzhu / Zhao Pengkun                       | China            | 42.20  | 42.20 (23) |            |
| 24                                       | Flora Mühlmeyer / Pietro Papetti               | Itália           | 41.24  | 41.24 (24) |            |
| 25                                       | Matilda Friend / William Badaoui               | Austrália        | 40.24  | 40.24 (25) |            |
| 26                                       | Shira Ichilov / Vadim Davidovich               | Israel           | 39.34  | 39.34 (26) |            |
| 27                                       | Malene Niquita-Basquin / Jaime García          | Espanha          | 38.49  | 38.49 (27) |            |
| 28                                       | Elizaveta Orlova / Stephano Valentino Schuster | Áustria          | 38.14  | 38.14 (28) |            |
| 29                                       | Olexandra Borysova / Cezary Zawadzki           | Polônia          | 37.68  | 37.68 (29) |            |
| 30                                       | Wing Yi Valeria So / Marcus Yau                | Hong Kong        | 35.31  | 35.31 (30) |            |
| 31                                       | Yana Bozhilova / Kaloyan Georgiev              | Bulgária         | 34.29  | 34.29 (31) |            |

## Quadro de medalhas
| Ordem | País           | Medalha de ouro | Medalha de prata | Medalha de bronze |    | Ordem por total |
| ----- | -------------- | --------------- | ---------------- | ----------------- | -- | --------------- |
| 1     | Estados Unidos | 2               |                  | 1                 | 3  | 2               |
| 2     | Rússia         | 1               | 3                | 1                 | 5  | 1               |
| 3     | Austrália      | 1               |                  |                   | 1  | 4               |
| 4     | Japão          |                 | 1                | 1                 | 2  | 3               |
| 5     | China          |                 |                  | 1                 | 1  | 4               |
| TOTAL | TOTAL          | 4               | 4                | 4                 | 12 | —               |